# Castelnuovo Don Bosco
Castelnuovo Don Bosco, (Castelneuv d'Ast en piemontès) és un municipi situat al territori de la província d'Asti, a la regió del Piemont (Itàlia).
Limita amb els municipis d'Albugnano, Buttigliera d'Asti, Capriglio, Moncucco Torinese, Moriondo Torinese, Passerano Marmorito i Pino d'Asti.
Pertanyen al municipi les frazioni de Bardella, Mondonio San Domenico Savio (de de l'any 1929), Morialdo, Colle Don Bosco, Nevissano i Ranello.

## Galeria fotogràfica

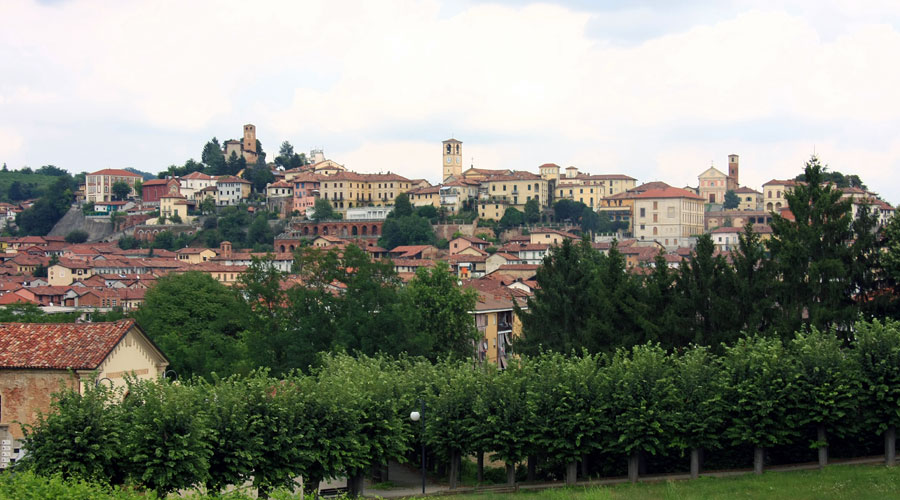
Vista del poble